# Auguste Bravard
Pour les articles homonymes, voir Bravard.
Pierre Joseph Auguste Bravard (Issoire, 18 juin 1803 - Mendoza, 28 mars 1861) est un ingénieur et paléontologue français.

## Biographie
Auguste Bravard est né à Issoire le 29 prairial an XI (18 juin 1803). Il a pour frère Louis Alexandre, plus connu sous le nom de Raoul Bravard.
Admis comme boursier en 1818 à l'école des mineurs de Saint-Étienne. Il est attaché aux mines d'antimoine d'Anzat-le-Luguet, puis aux houillères de Brassac.
Il se marie avec la fille du greffier d'Issoire. Grâce à la popularité des travaux de Cuvier et William Buckland et à la prospection minière de la région, la paléontologie se développe en Auvergne. Passionné de géologie et de paléontologie, Auguste Bravard parcourt l'Auvergne avec André Étienne Just Pascal Joseph François d'Audebard, baron de Férussac qui le nomme rédacteur spécial à la partie géologique du Bulletin général et universel des annonces et des nouvelles scientifiques. Auguste Bravard est reconnu pour son expertise en anatomie comparée, acquise en travaillant pour le comte Maurice de Laizer à Clermont-Ferrand, chez Laurillard au Muséum de Paris et chez Richard Owen au British Museum.
Obligé de s'expatrier à la suite du coup d'État du 2 décembre 1851, il s'installe en Argentine où il fonde le Musée national de Parana.
Il mène d'importantes études de géologie dans l'Entre Rios, le bassin du rio de la Plata et la région de Bahia Blanca et, en 1852, est nommé inspecteur général des mines d'Argentine par le Président Urquiza.
En 1853, il établit les cartes géologiques des environs de Bahia Blanca et de la sierra de la Ventana puis est envoyé, en 1861, par le gouvernement argentin explorer San Juan et Mendoza aux pied des Andes mais il y trouve la mort dans un tremblement de terre.

## Collections
Bravard cède sa première collection à l'abbé Croizet et à Maurice de Laizer. Elle est vendue en 1838 au Muséum national d’histoire naturelle de Paris.
Il constitue une nouvelle collection à partir de 1845, qu'il vend au British Museum en 1854.
Le Musée public de Buenos Aires conserve sa collection de fossiles.

## Travaux
- Monographie de la Montagne de Perrier, près d’Issoire (Puy-de-Dôme), et de deux espèces fossiles du genre Felis, découvertes dans l’une de ses couches d’alluvion, Dufour et Docagne, F.G. Levrault, 1828, 147 p. (lire en ligne)
- « Considérations sur la distribution des mammifères terrestres fossiles dans le département du Puy-de-Dôme. », Annales scientifiques, littéraires et industrielles de l’Auvergne, vol. 16,‎ 1843, p. 402-439 (lire en ligne)
- « Sur les animaux fossiles de l’Auvergne », Bulletin de la Société géologique de France, vol. 2e série, no 3,‎ 1846, p. 197-198 (lire en ligne)
- Catalogue des espèces d'animaux fossiles recueillis dans l’Amérique du Sud, 1852-1856
- Observaciones geológicas sobre diferentes terrenos de transporte de la hoya del Plata, 1857
- Estado físico del territorio. Geología de las Pampas, 1858
- Carta geológica de la Provincia de Entre Ríos, 1858
- Monografia de los terrenos marinos tercianos del Parana, 1858